# Wikstroemia hanalei
Wikstroemia hanalei är en tibastväxtart som beskrevs av Heinrich Wawra. Wikstroemia hanalei ingår i släktet Wikstroemia och familjen tibastväxter. Inga underarter finns listade i Catalogue of Life.